# Festival international du film fantastique de Gérardmer 2009

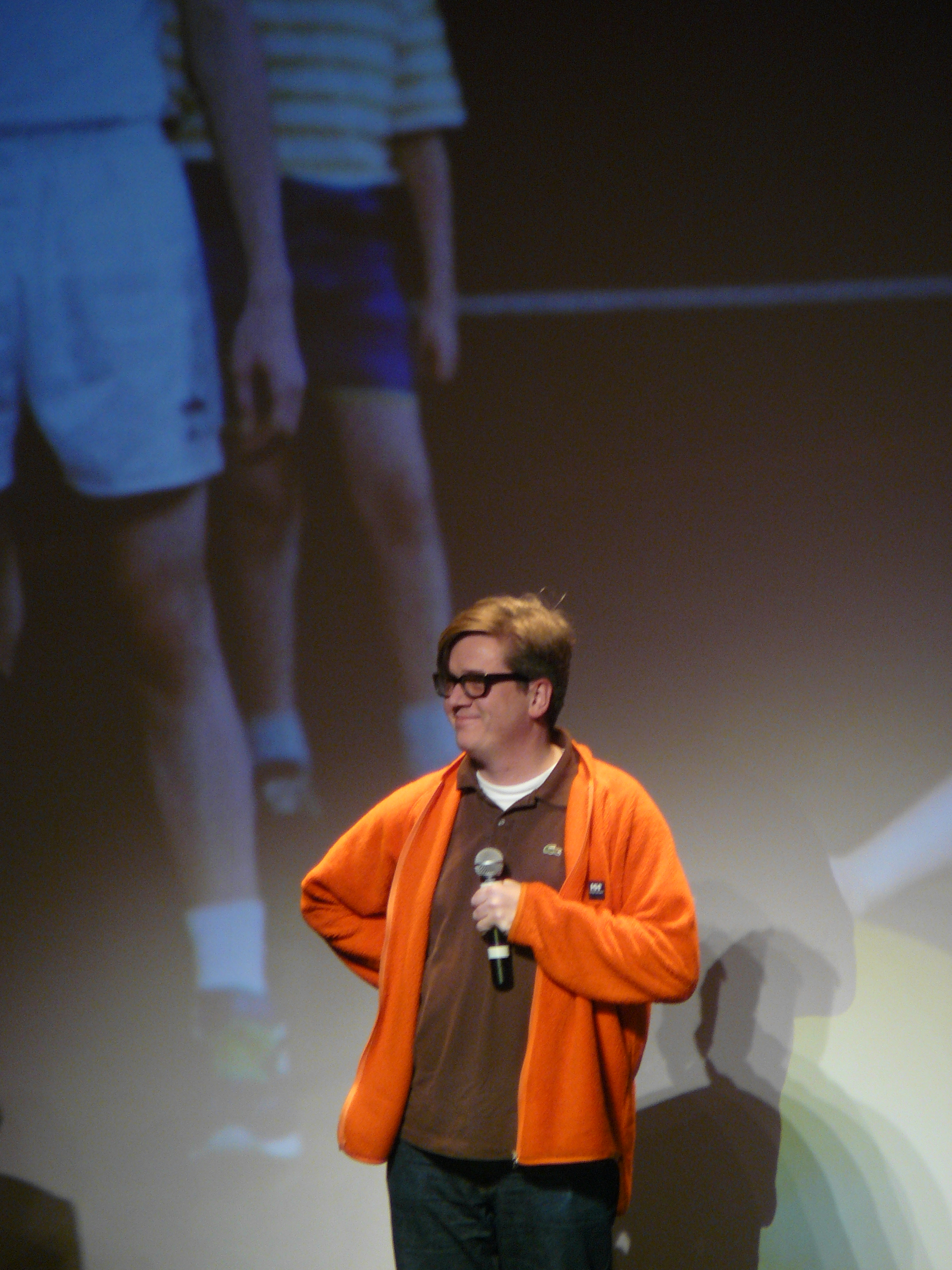
Tomas Alfredson lors de la présentation de Morse.

L'édition 2009 du festival Fantastic'Arts a eu lieu du 28 janvier au 1er février 2009. Le thème de cette édition était les couleurs du fantastique. Un hommage a été rendu au réalisateur John Landis. Les films scandinaves ont été à l'honneur puisque trois films nordiques étaient en compétition. De plus, c'est un de ceux-ci, Morse, film suédois, qui a été obtenu le grand prix du festival.
Le festival s'est déroulé en grande partie sous un grand soleil, mais avec des températures négatives. Le lac de Gérardmer étant gelé, des séances photo avec la presse ont pu être organisées sur la glace. Une table de glace fut installée pour cette occasion.

## Palmarès
| Prix                          | Attribué à                                                              | Pays               |
| ----------------------------- | ----------------------------------------------------------------------- | ------------------ |
| Grand prix du festival        | Morse (Låt den rätte komma in, Let the right one in) de Tomas Alfredson | Suède              |
| Prix du jury                  | Grace de Paul Solet                                                     | États-Unis, Canada |
| Prix de la critique           | Morse (Låt den rätte komma in, Let the right one in) de Tomas Alfredson | Suède              |
| Prix du jury jeunes           | Sauna de Anti-Jussi Annila                                              | Finlande           |
| Prix du public                | The Midnight Meat Train de Ryuhei Kitamura                              | États-Unis         |
| Prix du jury Sci-Fi           | The Midnight Meat Train de Ryuhei Kitamura                              | États-Unis         |
| Prix du meilleur inédit vidéo | Timecrimes (Los Cronocrimenes) de Nacho Vigalondo                       | Espagne            |
| Grand prix du court métrage   | Dix du collectif Bif                                                    | France             |

## Films en compétition
- Les Créatures de l'Ouest (The Burrowers) de J.T. Petty ( États-Unis) : Film d’ouverture
- Deadgirl de Marcel Sarmiento (en) & Gadi Harel ( États-Unis)
- Grace de Paul Solet ( États-Unis,  Canada)
- Hansel and Gretel (헨젤과 그레텔, Henjel gwa Geuretel) de Yim Pil-sung ( Corée du Sud)
- Manhunt (Rovdyr) de Patrick Syversen ( Norvège)
- Morse (Låt den rätte komma in) de Tomas Alfredson ( Suède)
- Sauna de Antti-Jussi Annila ( Finlande)
- Splinter de Toby Wilkins ( États-Unis)
- The Midnight Meat Train de Ryuhei Kitamura ( États-Unis)

## Courts métrages en compétition
- Dix de Bif ( France)
- Next floor de Denis Villeneuve ( Canada)
- Paris by night of the living dead de Grégory Morin ( France)
- Persona non grata de Jean-Baptiste Herment ( France)
- Redrum de Florent Schmidt ( France)
- Tony zoreil de Valentin Potier ( France)

## Films hors compétition
- Sex Addict (Bad Biology) de Frank Henenlotter ( États-Unis)
- En quarantaine (Quarantine) de John Erick Dowdle ( États-Unis)
- From Inside de John Bergin ( États-Unis)
- Hush - En route vers l'enfer (Hush) de Mark Tonderai ( Royaume-Uni)
- Long Weekend de Jamie Blanks ( Australie)
- Mutants de David Morley ( France)
- Repo! The Genetic Opera de Darren Lynn Bousman ( États-Unis)
- Brendan et le secret de Kells (The Secret of Kells) de Tomm Moore ( France,  Belgique,  Irlande)

### Séance Culte
- Les Prédateurs (The Hunger) de Tony Scott ( États-Unis,  Royaume-Uni)

### Hommage à John Landis
- Hamburger film sandwich (Kentucky Fried Movie) de John Landis ( États-Unis)
- Le Loup-garou de Londres de John Landis ( États-Unis)
- La Quatrième Dimension (Twilight Zone: The Movie) de John Landis ( États-Unis)
- Innocent Blood de John Landis ( États-Unis)
- Masters of Horror : La belle est la bête (Deer Woman) de John Landis ( États-Unis)
- Masters of Horror : Une famille recomposée (Family) de John Landis ( États-Unis)

### La nuit Sci-Fi
- Sanctuary (pilote) de Martin Wood
- Battlestar Galactica : Razor de Félix Enríquez Alcalá

### La nuitL'effroi venu du froid
- Cold Prey (Fritt Vilt) de Roar Uthaug ( Norvège)
- Cold Prey 2 (Fritt Vilt II) de Mats Stenberg ( Norvège)
- The Unknown - origine inconnue (Det okända.) de Michael Hjorth ( Suède)

### RétrospectiveLes Couleurs du Fantastique
- Nosferatu, fantôme de la nuit (Nosferatu: Phantom der Nacht) de Werner Herzog (1978)
- Elephant Man de David Lynch (1980)
- Shining de Stanley Kubrick (1980)
- Possession de Andrzej Żuławski (1981)
- Blue Velvet de David Lynch (1986)
- Edward aux mains d'argent (Edward Scissorhands) de Tim Burton (1990)
- La Cité des enfants perdus de Marc Caro & Jean-Pierre Jeunet (1994)
- Dark Water (Honogurai mizu no soko kara) de Hideo Nakata (2005)

## Inédits Vidéo
- Crows Zero (Kurôzu zero) de Takashi Miike ( Japon)
- No Man's Land: The Rise of Reeker de Dave Payne ( États-Unis)
- Resident Evil: Degeneration de Makoto Kamiya ( Japon)
- The Lost de Chris Sivertson ( États-Unis)
- The Strangers de Bryan Bertino ( États-Unis)
- Timecrimes (Los Cronocrimenes) de Nacho Vigalondo ( Espagne)

## Jury

### Jury long métrage
- Président du jury : Jaume Balagueró (réalisateur et scénariste espagnol)
- Bérénice Bejo (comédienne française)
- Benoît Debie (chef opérateur belge)
- Fabrice Du Welz (réalisateur et scénariste belge)
- Sara Forestier (comédienne et réalisatrice française)
- Jean-Christophe Grangé (écrivain français)
- Véronique Jannot (comédienne et chanteuse française)
- Audrey Marnay (comédienne française)
- Pierre Mondy (comédien français)
- Natacha Régnier (comédienne belge)

### Jury court métrage

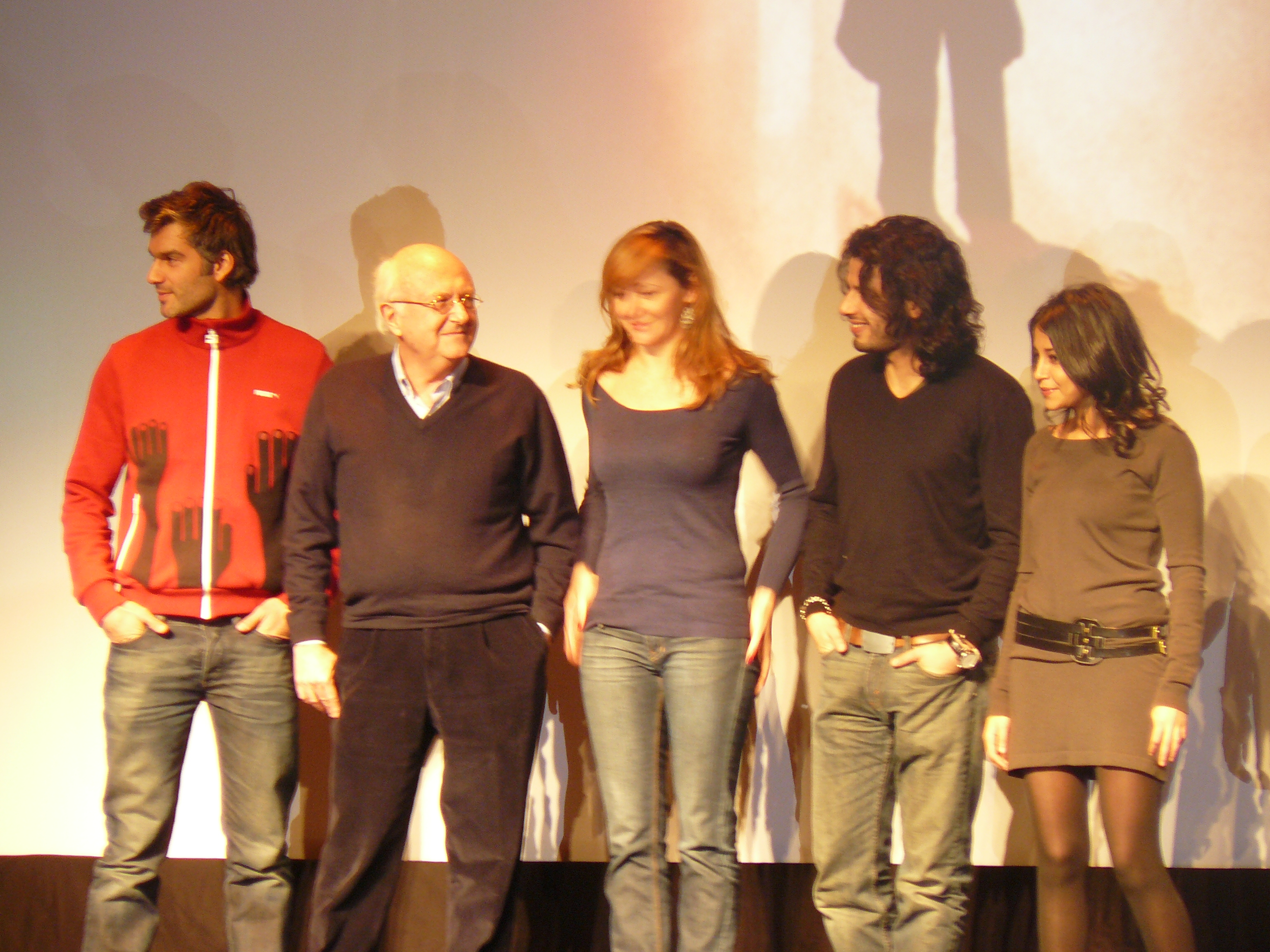
Jury court métrage. De gauche à droite: François Vincentelli, Vladimir Cosma, Julie Ferrier, Mabrouk El Mechri, Leila Bekhti

- Président du jury : Vladimir Cosma (compositeur français)
- Leila Bekhti (comédienne)
- Mabrouk El Mechri (réalisateur)
- Julie Ferrier (comédienne)
- François Vincentelli (comédien)

### Auteurs du Salon du Grimoire
- Auteurs présents : Henri Loevenbruck,Jay Elis,Renaud Benoist